# Cyril Norman Hinshelwood
Cyril Norman Hinshelwood (Londen, 19 juni 1897 – aldaar, 9 oktober 1967) was een Britse fysisch chemicus. In 1956 werd hem de Nobelprijs voor de Scheikunde toegekend voor zijn onderzoek naar het mechanisme van chemische reacties. Hij ontving de Nobelprijs samen met de Rus Nikolaj Semjonov.

## Biografie
Hinshelwood werd geboren in Londen als enig kind van Norman MacMillan en Ethel Smith Hinshelwoord. Hij bracht zijn jeugd in Canada door en keerde in 1905 na de dood van zijn vader terug naar Chelsea. Aldaar ging hij naar de Westminster City School en studeerde hij aan het Balliol College van de Universiteit van Oxford.
Tijdens de Eerste Wereldoorlog was Hinshelwood werkzaam in een fabriek waar explosieven voor het leger gemaakt werden. Van 1921 tot 1937 was hij tutor aan het Trinity College. Vanaf 1937 was hij hoogleraar scheikunde aan de Universiteit van Oxford en fellow van het Exeter College.
Verder was Hinshelwood lid van diverse adviescommissies op wetenschappelijk gebied die de Britse regering adviseerde en was hij vanaf 1929 lid van de Royal Society. Van 1955 tot 1960 was hij voorzitter van deze Society. In 1948 werd hij tot ridder geslagen en in 1960 werd hij onderscheidde met de Order of Merit. In 1962 ontving hij de Copley Medal. In 1964 ging hij met emeritaat en werd senior Research Fellow aan het Imperial College of Science en Technology te Londen.
Zijn eerste onderzoek naar de moleculaire kinetiek leidde tot de publicatie van Thermodynamics for Students of Chemistry (Thermodynamica voor scheikundestudenten) en The Kinetics of Chemical Change (De kinetiek van de chemische verandering) in 1926. Samen met Harold Warris Thompson bestudeerde hij de explosieve reactie van waterstof met zuurstof en beschreef hij het verschijnsel van een kettingreactie. Zijn onderzoek op het gebied van chemische veranderingen in de bacteriële cel bleek van grote waarde te zijn voor het later onderzoek op het gebied van antibiotica en geneesmiddelen.
Hinshelwood sprak meerdere talen en zijn hobby was schilderen. Verder verzamelde hij Chinees aardewerk en boeken. De altijd vrijgezel gebleven Hinshelwood overleed op 70-jarige leeftijd te Londen.